# Zbór Kościoła Chrześcijan Baptystów w Chrzanowie
Zbór Kościoła Chrześcijan Baptystów w Chrzanowie – zbór Kościoła Chrześcijan Baptystów znajdujący się w Chrzanowie, przy ulicy Oświęcimskiej 63A.
Nabożeństwa odbywają się w każdą niedzielę o godzinie 11:00 i czwartek o godzinie 17:00.